# آشپزی ساحل عاجی
آشپزی ساحل عاجی، غذاهای سنتی ساحل عاج را شامل می‌شود که بر پایه تجه، غلات، خوک، مرغ، غذاهای دریایی، ماهی، میوه‌های تازه، سبزیجات و ادویه هستند. این آشپزی شباهت زیادی به کشورهای همسایه خود در غرب آفریقا دارد. غذاهای غالب رایج شامل غلات و ریشه گیاهان هستند. ساحل عاج یکی از بزرگ‌ترین تولیدکنندگان کاکائو در جهان است و همچنین روغن نخل و قهوه تولید می‌کند.

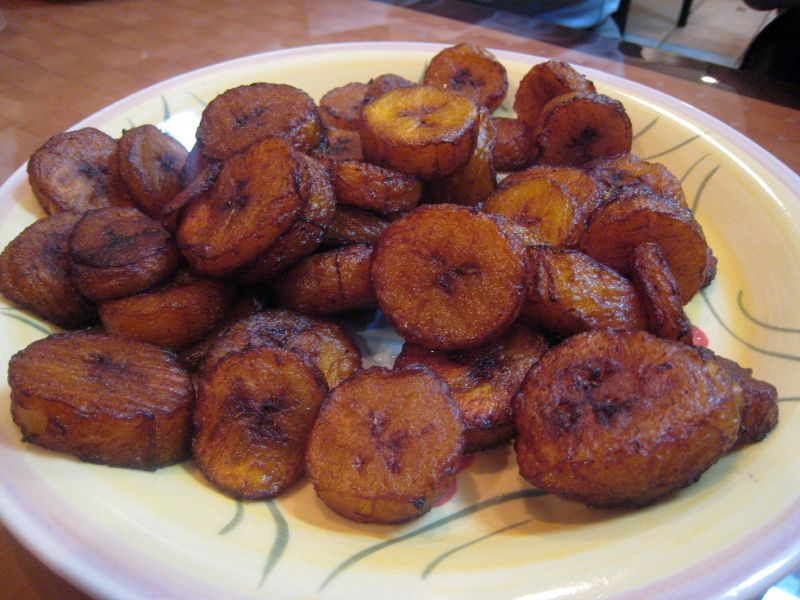
آلوکو (پلانتین سرخ شده)